# Babiana striata
Babiana striata är en irisväxtart som först beskrevs av Nikolaus Joseph von Jacquin, och fick sitt nu gällande namn av Gwendoline Joyce Lewis. Babiana striata ingår i släktet Babiana och familjen irisväxter. Inga underarter finns listade i Catalogue of Life.